# Église Saint-Pierre de La Garde-en-Oisans
L'église Saint-Pierre de La Garde-en-Oisans est une église située dans la commune de La Garde, en Isère.

## Histoire
L'église de La Garde est mentionnée pour la première fois en 1058 dans une donation faite à l'abbaye d'Oulx par le seigneur Adam. C'est une église paroissiale et prieurale. L'église devient le premier prieuré dépendant de l'abbaye d'Oulx et contrôle les paroisses de Besse, du Freney, d'Auris, Clavans, Villard-Reculas, La Garde, Huez et Saint-Nicolas-de-Brandes.
Au XVIIe siècle, l'église, le cloître et les bâtiments conventuels sont en très mauvais état. Seule l'église est alors restaurée, le reste des bâtiments étant laissé en l'état. Un cadran solaire est installé en 1677 sur la façade sud de l'église.
L'église est vendue comme bien national à la Révolution. La commune de La Garde l’achète au début du XIXe siècle.
En 2013, le beffroi de l'église très endommagé fait l'objet d'une rénovation financée en partie avec l'aide de la Fondation du Patrimoine (aide de 10 582 €), confiée à la fonderie Paccard, et avec l’appui d’un nombre important de donateurs privés. La charpente du beffroi est replacée et une troisième cloche est installée et bénie en avril, conformément aux souhaits d’un instituteur décédé au début du XXe siècle, Jules Maximin VIEUX, ce dernier ayant légué sa fortune à la commune et à un bureau de bienfaisance à créer. La nouvelle cloche baptisée « Aurélie Nathalie Thérèze » est parrainée par Nathalie Martin, secrétaire de mairie, et Aurélien Soustre, conseiller municipal chargé du patrimoine. Elle pèse 190 kg et sonne le ré. Elle est bénie en avril 2013 par monseigneur Guy de Kérimel, évêque de Grenoble, au cours d’une cérémonie solennelle en présence des habitants, du fondeur Philippe Paccard, du maire Pierre Gandit, et des autorités du canton. Au cours de la cérémonie de bénédiction, Anne Paccard, directrice du musée de la cloche à Sévrier, interprète l’Ave Maria. Les deux autres cloches s’appellent « Marguerite-Agathe », 620 kg, fondue en 7bre 1838 par Bonnevie sonne le la, et « Marie », 300 kg, fondue par Pierre Al Bengue en 1728 qui sonne le si bémol.

## Architecture

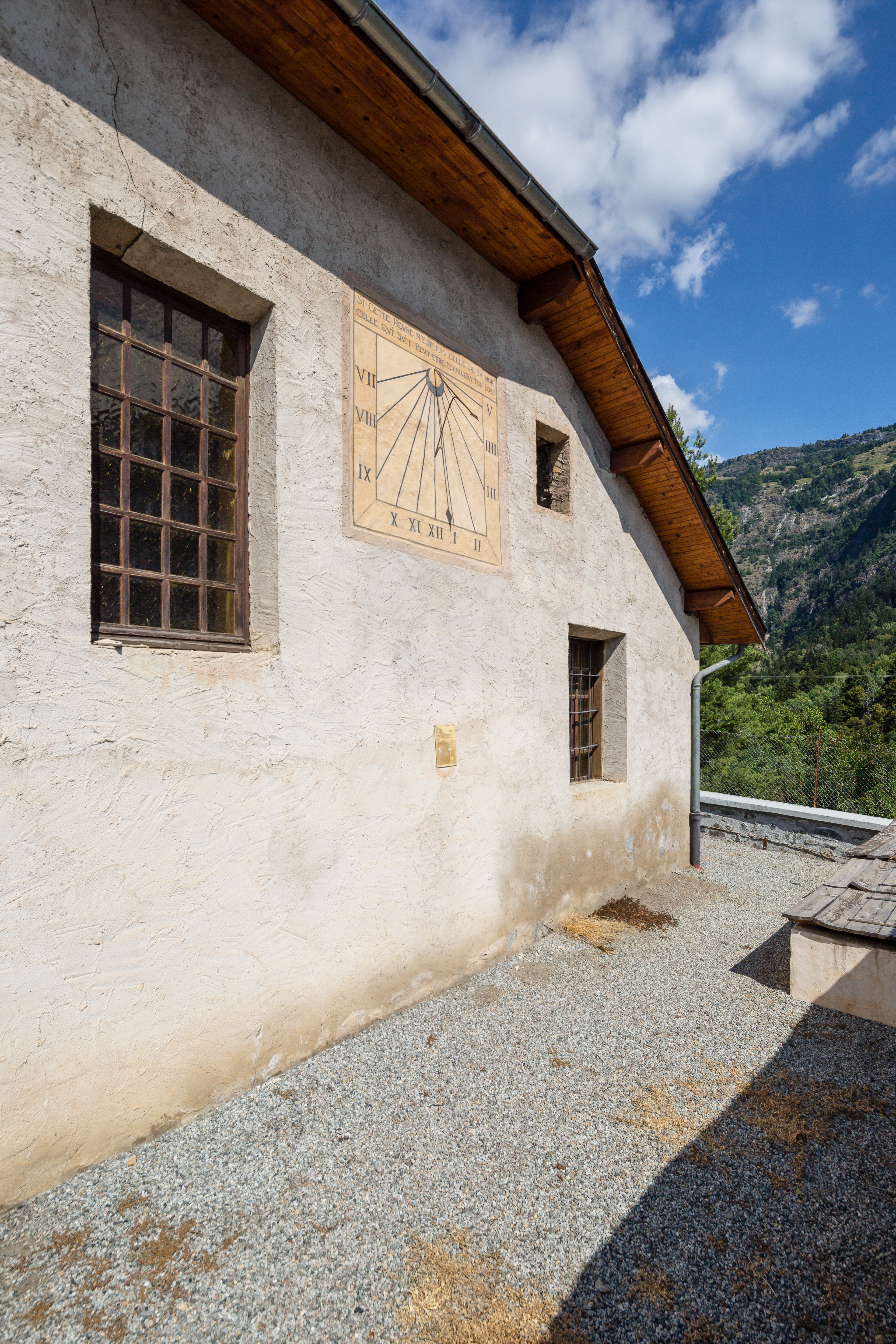
Le cadre solaire sur le mur sud.

### L'église
Le bâtiment se compose d'une nef unique, de 10,8 m par 5,9 m. Une chapelle latérale est placée au nord. L'édifice est charpenté et la voûte en berceau de la nef est constituée de lambris. Le chœur est important, mesurant 7,2 m par 5,6 m. Il est séparé de la nef par une poutre de gloire. Le chœur se compose de deux travées voûtées en berceau, et se termine avec un chevet plat.
L'église contenait également un calice en argent réalisé vers 1640 par Martens Samuel. Il est décoré de trois chérubins et de fleurs, son pied étant gravé d'armoiries et de frise de feuilles d'acanthe ajourée. Le calice est classé monument historique à titre d'objet en 2004.

### Clocher
Le clocher de l'église prend appui sur le côté nord du chœur. Il aurait été construit au XIe siècle, faisant de lui la partie la plus ancienne de l'église. Il s'élève en une flèche octogonale en tuf, orné de quatre pyramidions et ouvert de deux baies jumelées en plein cintre sur chacune de ses faces. Sous les baies est placée une frise de bandes lombardes ornée de modillons.